# Chey
Chey ist eine französische Gemeinde mit 547 Einwohnern (Stand 1. Januar 2022) im Département Deux-Sèvres in der Region Nouvelle-Aquitaine. Sie gehört zum Arrondissement Niort und zum Kanton Celles-sur-Belle.

## Geographie
Chey befindet sich südwestlich von Poitiers in der historischen Landschaft Poitou. Nachbargemeinden sind Chenay im Norden, Lezay im Osten, Saint-Léger-de-la-Martinière im Süden und Sepvret im Westen.
Außerdem besaß Chey einen Bahnhof an der Bahnstrecke Parthenay–Melle der Compagnie des Tramways des Deux-Sèvres (TDS).

## Bevölkerungsentwicklung
| 1962 | 1968 | 1975 | 1982 | 1990 | 1999 | 2010 |
| ---- | ---- | ---- | ---- | ---- | ---- | ---- |
| 806  | 732  | 634  | 614  | 579  | 590  | 617  |

## Sehenswürdigkeiten
- Kirche Saint-Pierre